# HD 72922
HD 72922，又名CP-80 258，SAO 258496、HR 3393，是一颗恒星，视星等为5.69，位于銀經293.85，銀緯-23.26，其B1900.0坐标为赤經8h 30m 15.6s，赤緯-80° -23.26′ 11″。